# النی خدابخشی
النی خدابخشی (ارمنی: Էլենի Խոդաբախշի؛ زادهٔ ۶ سپتامبر ۲۰۰۱) بازیکن فوتبال در پست هافبک اهل ارمنستان است.

## باشگاهی
از باشگاه‌هایی که در آن بازی کرده‌است می‌توان به باشگاه فوتبال زنان پیونیک و باشگاه فوتبال زنان آلاشکرت اشاره کرد.

## تیم ملی
وی همچنین در تیم ملی فوتبال زیر ۱۹ سال زنان ارمنستان بازی کرده‌است. 